# 살베 레지나

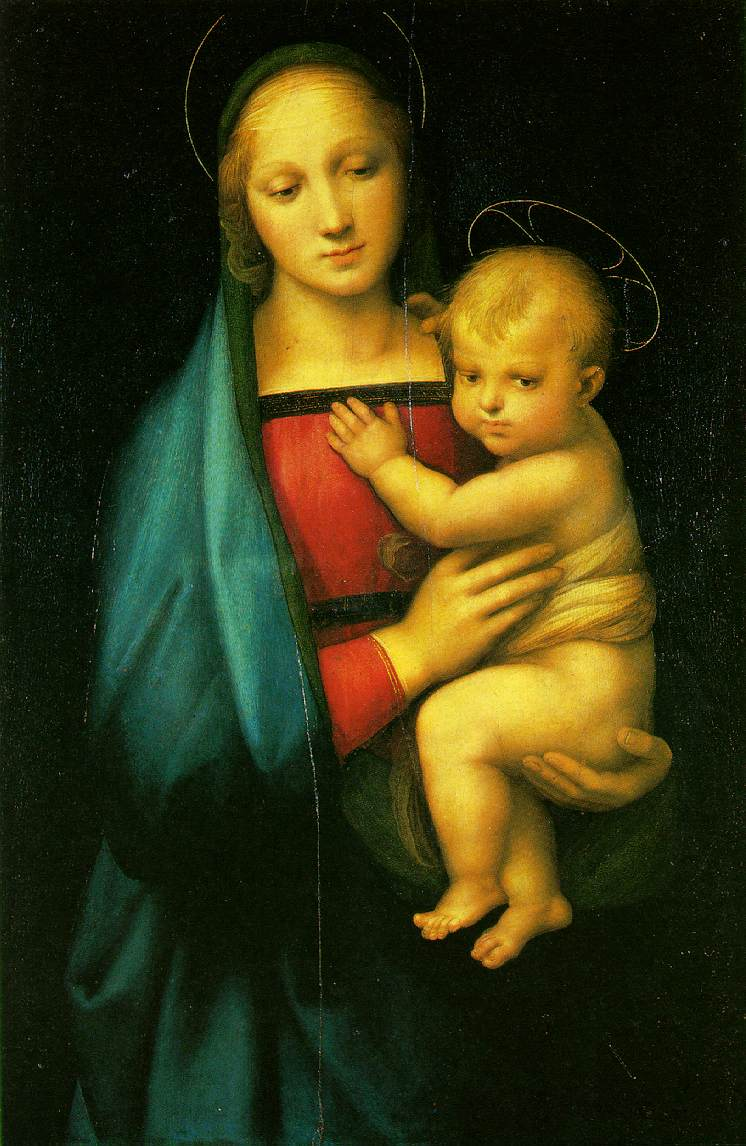
라파엘로의 마돈나.

살베 레지나(라틴어: Salve Regina)는 가톨릭교회의 전례력에서 시기마다 각기 다르게 불리는 네 개의 (성모 마리아를 찬미하는) 안티폰 가운데 하나이다. 살베 레지나는 삼위일체 대축일부터 대림시기 첫 주일 전 토요일까지 부른다. 살베 레지나는 성모 마리아에 대한 기도인 성모 찬송으로서 묵주 기도의 마지막을 장식하는 기도문이기도 하다.
살베 레지나는 중세 독일의 수사인 라이헤나우의 헤르만이 작곡했을 가능성이 가장 크며, 원본은 오늘날까지 서방 그리스도교에서 널리 사용하는 라틴어로 작성되었다.

## Salve Regina(여왕이시며)
‘Salve Regina’(살베 레지나)는 네 개의 성모 찬송가 중에 가장 유명한 성가이다. 살베 레지나는 원칙적으로는 지극히 거룩하신 삼위일체 대축일부터 대림시기 전까지의 연중시기에 사용되지만, 요즘에는 부활시기를 제외한 모든 전례시기에 사용할 수 있다. 
성모님은 여왕(Regina), 자비의 어머니(Mater misericordiae), 생명(Vita), 기쁨(Dulcedo), 희망(Spes), 그리고 너그러우시고(clemens) 자애로우시며(pia) 부드러우신(dulcis) 동정 마리아로서 우리의 변호자(Advocata)이시다. 하와의 자손으로서 원죄를 안고 태어난 우리의 삶은 주님을 온전히 뵐 수 없는 귀양살이와 같기에, 우리는 어머니이신 성모님께서 당신 아들 예수님을 우리에게 보여 주시기를 간청하며 기도한다.
Salve Regina의 그레고리오 성가와 그레고리오 성가를 바탕으로 탄생한 몇 가지의 다성음악을 소개한다.
① 그레고리오 성가 Salve Regina / Salve Regina solemnis
② 팔레스트리나의 Salve Regina / Salve Regina solemnis
③ 빅토리아의 Salve Regina selemnis
④ 람빌로테의 Salve Regina

## 라틴어 원문
```
Salve, Regina, Mater misericordiae,
vita, dulcedo, et spes nostra, salve.
ad te clamamus
exsules filii Hevae,
ad te suspiramus, gementes et flentes
in hac lacrimarum valle.
```

```
Eia, ergo, advocata nostra, illos tuos
misericordes oculos ad nos converte;
et Jesum, benedictum fructum ventris tui,
nobis post hoc exsilium ostende.
O clemens, O pia, O dulcis Virgo Maria.
```

아래와 같은 문장을 덧붙인 형태도 있다.
```
Ora pro nobis sancta Dei Genetrix.
Ut digni efficiamur promissionibus Christi.
```

```
Oremus.
Omnipotens sempiterne Deus,
qui gloriosae Virginis Matris Mariae corpus et animam,
ut dignum Filii tui habitaculum effici mereretur,
Spiritu Sancto  cooperante praeparasti:
da, ut cuius commemoratione laetamur;
eius pia intercessione,
ab instantibus malis,
et a morte perpetua liberemur.
Per eundem Christum Dominum nostrum.
Amen.
```

## 번역문
○ 모후이시며 사랑이 넘친 어머니, 우리의 생명, 기쁨, 희망이시여,

● 당신 우러러 하와의 그 자손들이 눈물을 흘리며 부르짖나이다.
슬픔의 골짜기에서,

○ 우리들의 보호자 성모님, 불쌍한 저희를 인자로운 눈으로 굽어보소서.

● 귀양살이 끝날 때에 당신의 아들 우리 주 예수님 뵙게 하소서. 너그러우시고, 자애로우시며, 오! 아름다우신 동정 마리아님.

아래의 기도는 후대에 묵주기도를 위해 추가된 부분이다.

○ 천주의 성모님, 저희를 위하여 빌어주시어

● 그리스도께서 약속하신 영원한 생명을 얻게 하소서.

† 기도합시다. 하느님, 외아드님이 삶과 죽음과 부활로써 저희에게 영원한 구원을 마련해 주셨나이다. 복되신 동정 마리아와 함께 이 신비를 묵상하며 묵주기도를 바치오니 저희가 그 가르침을 따라 영원한 생명을 얻게 하소서.

우리 주 그리스도를 통하여 비나이다. 

◎ 아멘.

## 같이 보기
- 천상의 모후